# Micranthes lyallii
Micranthes lyallii är en stenbräckeväxtart. Micranthes lyallii ingår i släktet rosettbräckor, och familjen stenbräckeväxter.

## Underarter
Arten delas in i följande underarter:
- M. l. hultenii
- M. l. lyallii